# レポント語
レポント語（レポントご、英語: Lepontic）は、ルガーノの周辺、すなわちイタリア北部とスイス南部の湖水地方において、紀元前7世紀から紀元前2世紀にかけてレポンティイ人によって話されていた大陸ケルト語の一種。ミシェル・ルジューヌとハビエル・デ・オスは、レポント語を独立したケルト語派の言語とするが、ジョーゼフ・エスカはガリア語の方言に過ぎないと考えている。

## 考古学的発見

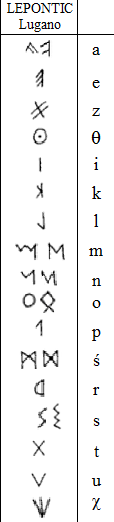
レポント語を表記するルガーノ文字

レポント語は、石や器物に刻まれたわずかな刻文によってしか知ることができない。これらの刻文が出土しているのはルガーノを中心とする地域で、コモ湖とマッジョーレ湖（ルガーノ、コモ、ヴェルジャーテ、オルナヴァッソ）を含み、これらの石・器物に刻まれた刻文に使われている文字を指すのにルガーノ文字（レポント文字とも）という術語を用いるのはそのためである。通常レポント語碑文はゴラセッカ文化と結びつけられる。

## 特徴
ルガーノ文字はエトルリア文字、より正確には北部エトルリア文字に変更を加えたものである。最古の形態では20の書記素からなり、変わった点としては破裂音の無声と有声を区別しない(k/g, p/b, t/d)。
レポント語はPケルト語に属し、すなわちインド・ヨーロッパ語の唇音化軟口蓋音/kʷ/が/p/に変化している。同様の音変化はガリア語やブリソン諸語にも見られるが、Qケルト語に属するゲール語やケルティベリア語には発生していない。

## 言語学的論争
これらの碑文を単一のケルト語に分類することに関しては議論がある。一部の碑文（とくに初期のものが含まれる）について、リグリア語と関連する非ケルト語で書かれているとも考えられていた。1970年ごろまで一般的だったこの理論によれば、レポント語という術語は非ケルト語を指すのが正しいのであり、ケルト語はキサルピナ・ガリア語と呼ばれなければならない。
しかしながら、ミシェル・ルジューヌの研究によって、レポント語がケルト語に分類されるべきであり、おそらくガリアのケルティベリア語とも異なるということで学者の意見は一致を見た。いずれにしてもキサルピナ・ガリア語とは大きく異なる言語とされた。最近になって、レポント語がキサルピナ・ガリア語に近いとする新しい研究傾向が見られるようになった。

## 関連文献
- Eska, J. F. and D. E. Evans (1993). « Continental Celtic », in The Celtic Languages, ed. M. J. Ball, 26–63, Londres: Routledge. ISBN 0-415-01035-7
- Gambari, F. M. and G. Colonna, « Il bicchiere con iscrizione arcaica de Castelletto Ticino e l'adozione della scrittura nell'Italia nord-occidentale », Studi Etruschi, 1988, volume 54, pp.119–64.
- Lejeune, M., « Documents gaulois et para-gaulois de Cisalpine », Études Celtiques, 1970–71, volume 12, pp.357–500.
- Lejeune, M., Lepontica, Paris : Société d'Éditions 'Les Belles Lettres', 1971.
- Lejeune, M., « Vues présentes sur le celtique ancien », Académie royale de Belgique, Bulletin de la Classe des Lettres et des Sciences morales et politiques, 1978, volume 64, pp.108–121.
- Tibiletti Bruno, M. G. (1978). « Ligure, leponzio e gallico », in Popoli e civiltà dell'Italia antica, VI. Lingue e dialetti, ed. A. L. Prosdocimi, pp.129–208. Rome : Biblioteca di Storia Patria.
- Tibiletti Bruno, M. G. (1981). « Le iscrizioni celtiche d'Italia », in I Celti d'Italia, ed. E. Campanile, pp.157–207. Pisa : Giardini.